# Serrata
Serrata község (comune) Calabria régiójában, Reggio Calabria megyében.

## Fekvése
A megye északi részén fekszik. Határai: Candidoni, Dinami, Laureana di Borrello, Mileto és San Pietro di Caridà.

## Története
A település első említése a 11. századból származik, Roger szicíliai gróf egyik okiratából. Korabeli épületeinek nagy része az 1783-as calabriai földrengésben elpusztult. A 19. században nyerte el önállóságát, amikor a Nápolyi Királyságban felszámolták a feudalizmust.

## Népessége
A népesség számának alakulása:

## Főbb látnivalói
- San Pantaleone Martire-templom